# Парламентские выборы в Малави (1978)
Парламентские выборы в Малави проходили 29 июня 1978 года. С 1966 года Партия Конгресса Малави была единственной разрешённой политической партией. Однако, в отличие от двух предыдущих выборов, когда кандидаты представлялись пожизненному президенту Хастингсу Банда, который выбирал, как правило, одного кандидата на место Национального собрания, на этих выборах в 47 из 87 округов было более одного кандидата. Таким образом, в 33 округах выборы были безальтернативными, а в 7 округах места оказались вакантными, поскольку кандидаты не смогли пройти тест на знание английского языка. Из около 3 млн. зарегистрированных избирателей, голосовало около 371 тыс..

## Результаты
| Партия                                                                                   | Голоса | %   | Мест | +/– |
| ---------------------------------------------------------------------------------------- | ------ | --- | ---- | --- |
| Партия Конгресса Малави                                                                  |        | 100 | 87   | +17 |
| Недействительные/пустые бюллетени                                                        | –      | –   | –    | –   |
| Всего                                                                                    |        | 100 | 87   | +17 |
| Зарегистрированных избирателей/Явка                                                      | –      | –   | –    | –   |
| Источник: African Elections Database Архивная копия от 7 октября 2014 на Wayback Machine |        |     |      |     |